# Nikulás
Nikulás est le cinquième évêque de Garðar, au Groenland.

## Biographie
Il fut consacré en 1234. Quand il partit de Rome en 1237 vers son diocèse, le pape Grégoire IX le munit d'une réponse pour l'archevêque de Nidaros.
Il n'arriva à destination qu'en 1239. Il serait mort entre 1240 et 1242.